# Phillipsburg (Ohio)
Phillipsburg és una població dels Estats Units a l'estat d'Ohio. Segons el cens del 2000 tenia 628 habitants.

## Demografia
Segons el cens del 2000, Phillipsburg tenia 628 habitants, 250 habitatges, i 188 famílies. La densitat de població era de 898 habitants per km².
Dels 250 habitatges en un 30,4% hi vivien nens de menys de 18 anys, en un 60,8% hi vivien parelles casades, en un 10% dones solteres, i en un 24,4% no eren unitats familiars. En el 20,4% dels habitatges hi vivien persones soles el 10% de les quals corresponia a persones de 65 anys o més que vivien soles. El nombre mitjà de persones vivint en cada habitatge era de 2,51 i el nombre mitjà de persones que vivien en cada família era de 2,89.
Per edats la població es repartia de la següent manera: un 24,5% tenia menys de 18 anys, un 7,8% entre 18 i 24, un 27,9% entre 25 i 44, un 25% de 45 a 60 i un 14,8% 65 anys o més.
L'edat mediana era de 37 anys. Per cada 100 dones de 18 o més anys hi havia 95,1 homes.
La renda mediana per habitatge era de 41.458 $ i la renda mediana per família de 47.969 $. Els homes tenien una renda mediana de 37.625 $ mentre que les dones 25.917 $. La renda per capita de la població era de 17.687 $. Aproximadament el 5,1% de les famílies i el 6,1% de la població estaven per davall del llindar de pobresa.

## Poblacions més properes
El següent diagrama mostra les poblacions més properes.